# Petr Hošek (piłkarz)
Petr Hošek (ur. 1 kwietnia 1989 w Nýrsku) – czeski piłkarz występujący na pozycji napastnika w Tatranie Preszów.